# Кекине (Курська область)
Кекине (рос. Кекино) — присілок в Глушковському районі Курської області Російської Федерації.
Населення становить 181 особу. Входить до складу муніципального утворення Нижньомордоцька сільрада.

## Історія
Населений пункт розташований на території українського етнічного та культурного краю Східна Слобожанщина.
Від 2004 року входить до складу муніципального утворення Нижньомордоцька сільрада.

## Населення
| 2002 | 2010 |
| ---- | ---- |
| 207  | ↘181 |